# Adolf Bethe
Adolf Bethe (* 12. Juni 1837; † 1. März 1886) war ein deutscher Richter und Parlamentarier.

## Leben
Adolf Bethe studierte Rechtswissenschaften an der Georg-August-Universität Göttingen. 1855 wurde er Mitglied des Corps Friso-Luneburgia Göttingen. Er schlug die Richterlaufbahn ein und wurde Amtsgerichtsrat am Amtsgericht Osterode am Harz. 
Bethe wurde 1882 für den Wahlkreis Hannover 19 (Osterode) in das Preußische Abgeordnetenhaus gewählt. Er gehörte der Fraktion der Nationalliberalen Partei an. 1885 schied er noch vor dem Ende der Legislaturperiode vorzeitig aus dem Parlament aus.